# Teodor Billewicz (szambelan królewski)
Teodor Billewicz herbu Mogiła – szambelan króla Stanisława Augusta Poniatowskiego od 1765 roku, regimentarz i konsyliarz konfederacji barskiej Księstwa Żmudzkiego przy bracie Tadeuszu od 1771, ciwun wieszwiański w latach 1765-1784, podstoli wiłkomierski w 1765 roku, starosta łojciewski.
Syn ciwuna Wielkich Dyrwian Aleksandra.
W 1753 roku uczęszczał do Collegium Nobilium jezuitów w Wilnie. Trzykrotny poseł na sejm. 
W 1764 roku był konsyliarzem powiatu wiłkomierskiego w konfederacji Wielkiego Księstwa Litewskiego.  W 1764 był elektorem Stanisława Augusta Poniatowskiego z powiatu wiłkomierskiego. Poseł województwa wileńskiego na sejm koronacyjny 1764 roku.